# Sesshomaru
Sesshomaru je sporedni lik iz anime i mange Inuyasha. 

## Priča
Inuyashin brat također demon velike snage koji je ljubomoran na svog mlađeg brata Inuyashu. Naime prije smrti Sesshomaruov otac je ostavio dva mača, jedan Tessaigu-mač koji jednim zamahom može ubiti 100 demona i Tennsaigu-mač života koji jednim zamahom može oživjeti 100 duša. Sesshomaru je dobio Tennsaigu mač života i ljubomoran je na svog brata koji je dobio Tessaigu. Sesshomaru nije shvatio odluku svog oca koja ustvari sprječava da se dva brata međusobno unište. Sesshomaru smatra da je dobio beskoristan mač iako je snaga Tennsaige jednaka onoj Tessaige. U pratnji svog pomoćnika i djevojčice kojoj je spasio život, iako u početku nesvjestan moći svog mača polako počinje otkrivati pravu moć Tennsaige.